# NGC 2333
NGC 2333 је спирална галаксија у сазвежђу Близанци која се налази на NGC листи објеката дубоког неба.
Деклинација објекта је + 35° 10' 12" а ректасцензија 7h 8m 21,2s. Привидна величина (магнитуда) објекта NGC 2333 износи 13,3 а фотографска магнитуда 14,2. NGC 2333 је још познат и под ознакама UGC 3689, MCG 6-16-20, CGCG 176-18, IRAS 07050+3515, PGC 20223.